# Florencia Guimaraes García
Florencia Agustina Guimaraes García (La Boca, 9 de julio de 1980) es una fotógrafa, activista y funcionaria argentina. 
Es parte de la organización Furia Trava, presidenta ad honorem del centro de día La casa de Lohana y Diana, asesora del Consejo de la Magistratura de la Ciudad de Buenos Aires, responsable del Programa de acceso a los derechos de la población travesti trans en la Casa de la Justicia de la Mujer de la Ciudad de Buenos Aires, y ex-directora de Diversidad Sexual de la Secretaría de Mujeres, Políticas de Géneros y Diversidad Sexual del Partido de La Matanza.
Fue una de las impulsoras en el año 2016 de La Marcha del Orgullo de La Matanza.

## Biografía
Florencia nació el 9 de julio de 1980 en el barrio de La Boca, hija de madre joven que permaneció bajo la crianza de su abuela, junto a su madre y hermano. Se crio en La Matanza donde vivió una niñez hostil por su identidad sexual y ejerció la prostitución hasta la adultez, período del cual denunció reiteradas detenciones y abusos por parte de las fuerzas policiales.
Comenzó sus estudios escolares para adultos a la vez de su formación como maquilladora profesional y fotógrafa, hasta lograr abandonar la prostitución.
El 4 de marzo de 2016 contrajo matrimonio con Alejandro, un veterano de la Guerra de las Malvinas.

## Militancia
Florencia es una militante travesti, abolicionista y transfeminista. Desde su profesión de fotógrafa, ha retratado la vida de la comunidad travesti. Además llevó adelante una lucha por la reglamentación de la Ley Diana Sacayan, de cupo laboral travestis/ trans y por la Ley de Reparación Histórica para personas travestis-trans de más de 40 años que hayan sufrido violencia institucional por motivos de identidad de género. 
Es una de las impulsoras del término «travesticidio social» para nombrar los maltratos que sufre el colectivo travesti/ trans, y principal impulsora de la Marcha contra los travesticidios.
Florencia reivindica la identidad travesti y milita por el abolicionismo de la prostitución.
También ha dictado cursos de Jornadas de capacitación sobre diversidad - Violencias contra las personas LGTBIQ+, junto a María Rachid y Diana Maffía en el Centro de Formación Judicial de la Ciudad Autónoma de Buenos Aires.

## Libros
- 2017: La Roy: La revolución de una trava. Libro autobiográfico.

## Filmografía
- 2022: Trans, serie documental[17]